# Dicranostyles sericea
Dicranostyles sericea är en vindeväxtart som beskrevs av Henry Allan Gleason. Dicranostyles sericea ingår i släktet Dicranostyles och familjen vindeväxter. Inga underarter finns listade i Catalogue of Life.